# Saut à la perche féminin aux championnats du monde d'athlétisme 1999
Navigation
Edmonton 2001
L'épreuve de saut à la perche féminin des championnats du monde d'athlétisme de 1999 s'est déroulée le 21 août 1999 au Stade olympique de Séville, en Andalousie (Espagne), remportée par l'Américaine Stacy Dragila (photo).
Cette discipline du saut à la perche féminin est disputée pour la première fois dans le cadre des championnats du monde d'athlétisme.

## Résultats
| Rang               | Athlète               | Pays           | Essais | Essais | Essais | Essais | Essais | Essais | Essais | Essais | Essais | Essais | Marque | Notes |
| Rang               | Athlète               | Pays           | 4.00m  | 4.15m  | 4.25m  | 4.35m  | 4.40m  | 4.45m  | 4.50m  | 4.55m  | 4.60m  | 4.65m  | Marque | Notes |
| ------------------ | --------------------- | -------------- | ------ | ------ | ------ | ------ | ------ | ------ | ------ | ------ | ------ | ------ | ------ | ----- |
| Médaille d'or      | Stacy Dragila         | États-Unis     | -      | o      | xo     | o      | xo     | xo     | xxo    | xo     | xo     | xxx    | 4.60 m | WR    |
| Médaille d'argent  | Anzhela Balakhonova   | Ukraine        | -      | -      | o      | o      | -      | o      | o      | o      | xx-    | x      | 4.55 m | AR    |
| Médaille de bronze | Tatiana Grigorieva    | Australie      | -      | o      | -      | o      | -      | o      | xxx    |        |        |        | 4.45 m |       |
| 4                  | Zsuzsanna Szabó       | Hongrie        | -      | -      | o      | o      | o      | xx-    | x      |        |        |        | 4.40 m | NR    |
| 5                  | Nicole Humbert        | Allemagne      | -      | o      | o      | xo     | o      | xxx    |        |        |        |        | 4.40 m |       |
| 6=                 | Pavla Hamáčková       | Tchéquie       | xo     | o      | o      | xo     | xo     | xxx    |        |        |        |        | 4.40 m | PB    |
| 6=                 | Daniela Bártová       | Tchéquie       | xo     | o      | o      | xo     | xo     | -      | xxx    |        |        |        | 4.40 m |       |
| 8                  | Yelena Belyakova      | Russie         | xo     | -      | o      | o      | xxx    |        |        |        |        |        | 4.35 m |       |
| 9                  | Kellie Suttle         | États-Unis     | xo     | o      | xo     | xxo    | xxx    |        |        |        |        |        | 4.35 m |       |
| 10                 | Elmarie Gerryts       | Afrique du Sud | o      | o      | o      | xxx    |        |        |        |        |        |        | 4.25 m |       |
| 11                 | Alejandra García      | Argentine      | o      | xxo    | o      | xxx    |        |        |        |        |        |        | 4.25 m |       |
| 12                 | Vala Flosadóttir      | Islande        | xxo    | xxo    | xxo    | xxx    |        |        |        |        |        |        | 4.25 m |       |
| 13                 | Þórey Edda Elísdóttir | Islande        | o      | o      | xxx    |        |        |        |        |        |        |        | 4.15 m |       |
| 14=                | Emma George           | Australie      | -      | xxo    | -      | xxx    |        |        |        |        |        |        | 4.15 m |       |
| 14=                | Yvonne Buschbaum      | Allemagne      | -      | xxo    | xxx    |        |        |        |        |        |        |        | 4.15 m |       |
| 14=                | Dana Cervantes        | Espagne        | o      | xxo    | xxx    |        |        |        |        |        |        |        | 4.15 m |       |
| —                  | Nastja Ryjikh         | Allemagne      | -      | xxx    |        |        |        |        |        |        |        |        | NM     |       |
| —                  | Melissa Price         | États-Unis     | xxx    |        |        |        |        |        |        |        |        |        | NM     |       |

### Légende
Records et Performances
- AR : Record continental (area record)
- CR : Record des championnats (championship record)
- MR : Record du meeting (meet record)
- NR : Record national (national record)
- OR : Record olympique (olympic record)
- PR : Record paralympique (paralympic record)
- PB : Record personnel (personal best)
- SB : Meilleure performance personnelle de la saison (season's best)
- WL : Meilleure performance mondiale de l'année (world leader)
- WJR : Record du monde junior (world junior record)
- WR : Record du monde (world record)

Circonstances et Conditions
- DNF : N'a pas terminé (did not finish)
- DNS : N'a pas pris le départ (did not start)
- DQ : Disqualification (disqualification)
- NM : Aucun essai valable enregistré (No Mark)
- Q : Qualifié « directement » au prochain tour (ou à la prochaine compétition), lors d'une compétition majeure, grâce au classement ou à la réalisation des minima (automatic qualifier)
- q : Qualifié au prochain tour (ou à la prochaine compétition), lors d'une compétition majeure, grâce au repêchage ou à la réalisation de l'une des meilleures performances parmi celles des « non qualifiés directement » (grâce au meilleur temps ou à la meilleure distance par exemple) (secondary qualifier)